# Friedolsheim
Friedolsheim település Franciaországban, Bas-Rhin megyében. Lakosainak száma 266 fő (2022. január 1.). Friedolsheim Littenheim, Altenheim, Landersheim, Maennolsheim, Saessolsheim és Wolschheim községekkel határos.

## Népesség
A település népességének változása:
| Lakosok száma | 253  | 243  | 240  | 235  | 247  | 258  | 270  | 269  | 266  |
|               | 2013 | 2015 | 2016 | 2017 | 2018 | 2019 | 2020 | 2021 | 2022 |